# Сокільська скеля
Сокі́льська ске́ля (інші назви — Тюдівська скеля, Тюдівська стінка) — скелясте урвище, популярний об'єкт туризму в Україні. Розташована в масиві Покутсько-Буковинські Карпати, при автошляху Чернівці — Путила (Т 2601), між селами Тюдів та Великий Рожин, що в Косівському районі Івано-Франківської області. 
Висота 100 м, довжина 250 м. Являє собою скелясте (флішового типу) урвище при південно-східних відногах Сокільського хребта, на лівому березі річки Черемош. Урвище утворилося в результаті ерозійної дії річки. У кількох місцях збереглися кам'яні осипища. 
Сокільська скеля наочно демонструє деформацію флішу, викликану горотворними рухами земної кори.

## Цікаві факти
- Біля південної частини скелі розташований один з перших на Гуцульщині пам'ятник Т. Г. Шевченкові.
- Неподалік від скелі (і пам'ятника Шевченкові) розташований водоспад Сикавка.

## Світлини

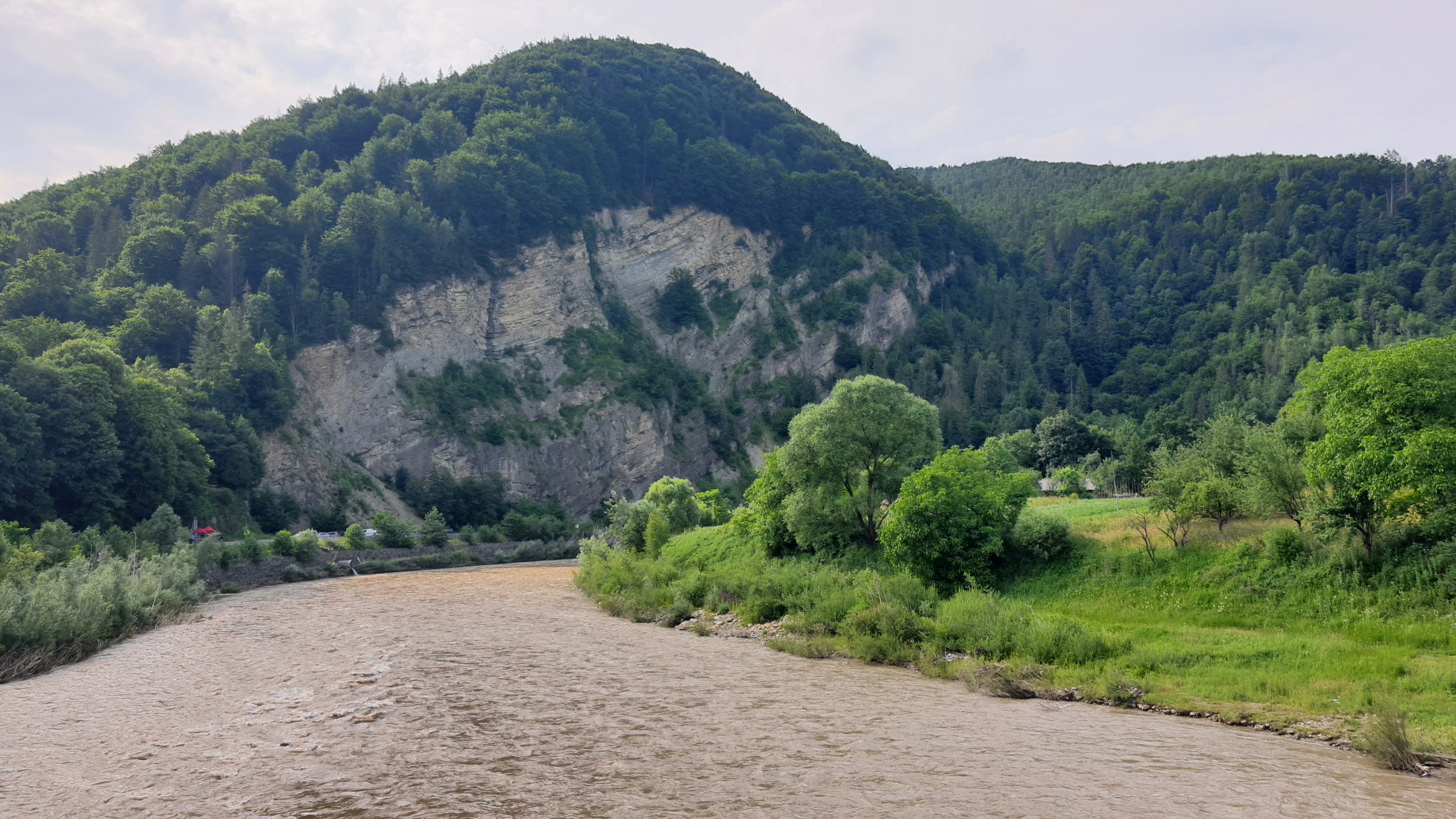
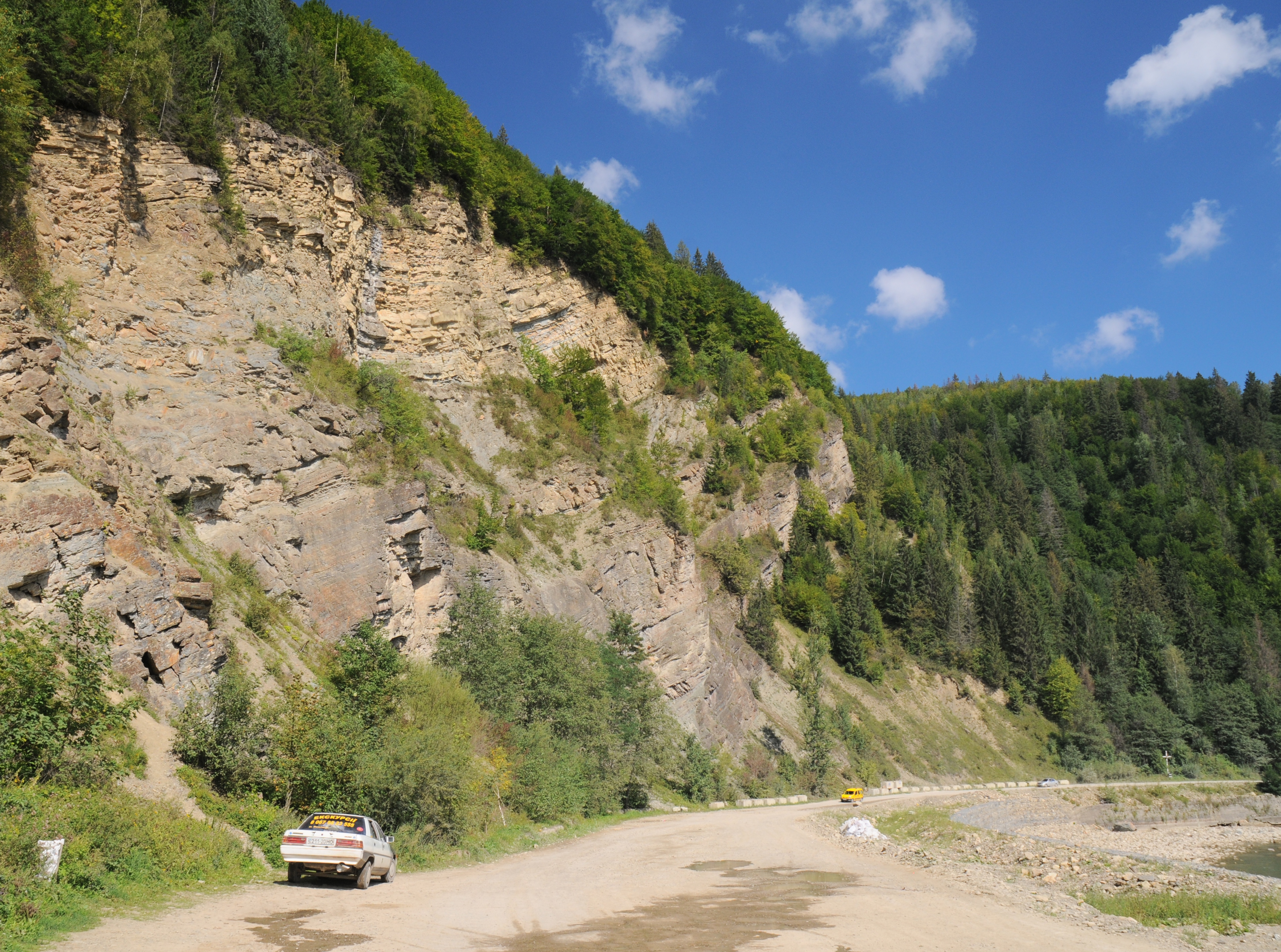
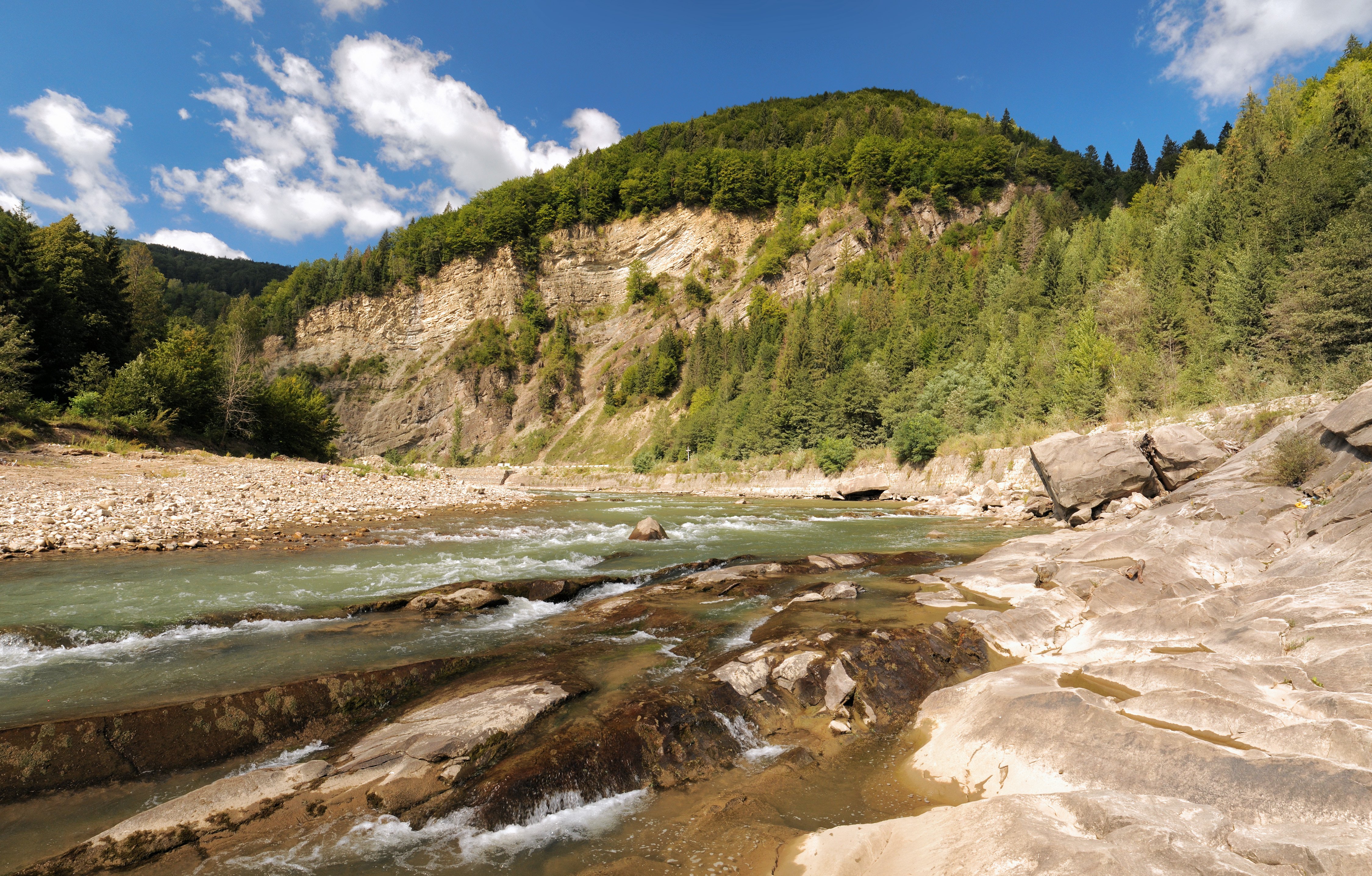